# Crocidura tanakae
Crocidura tanakae — вид ссавців з родини мідицевих (Soricidae).

## Опис
Довжина голови й тулуба від 7.0 до 8.6 сантиметрів. Хвіст досягає в довжину від 47 до 62 міліметрів. Задня лапа має довжину від 12 до 14 міліметрів. Хутро на спині від димчасто-коричневого до темно-сіро-чорного. Черевна сторона поступово змінює колір на темно-сірий. Літня шерсть трохи темніше зимової. Хвіст темно-коричневий зверху і трохи світліший знизу, але не чітко контрастний. Вид за зовнішнім виглядом відповідає Crocidura attenuata і її можна надійно відрізнити від неї лише шляхом вивчення геному.

## Поширення
Країни проживання: Китай (Хунань), Лаос, Тайвань, В'єтнам. Живе на висотах від 0 до 2200 метрів. Займає луки, вторинні ліси, бамбукові зарості та пасовища.